# My Name is Barbra, Two
My Name Is Barbra, Two... es el segundo de dos álbumes ligados  con el especial para la televisión My Name is Barbra emitido el 28 de abril de 1965 con enorme éxito.

## Información del álbum
Al igual que su predecesor, Barbra grabó todos los temas de este álbum en el Studio A de la Columbia en el 799 de la Séptima Avenida, exceptuando el medley Second Hand Rose que proviene de la grabación original del programa de televisión.

## Lista de temas
1. "He Touched Me" (Ira Levin, Milton Schafer) - 3:13
2. "The Shadow of Your Smile" (Johnny Mandel, Paul Francis Webster) - 2:50
3. "Quiet Night" (Lorenz Hart, Richard Rodgers) - 2:30
4. "I Got Plenty of Nothin' " (George Gershwin, Ira Gershwin, DuBose Heyward) - 3:11
5. "How Much of the Dream Comes True" (John Barry, Trevor Peacock) - 3:10
6. "Second Hand Rose" (Grant Clarke, James F. Hanley) - 2:13
7. "The Kind of Man a Woman Needs" (Michael Leonard, Herbert Martin) - 3:57
8. "All That I Want" (F. Forest, N. Wolfe) - 3:53
9. "Where's That Rainbow" (Hart, Rodgers) - 3:43
10. "No More Songs for Me" (Richard Maltby, Jr., David Shire) – 2:53
11. "Medley: Second Hand Rose/Give Me the Simple Life/I Got Plenty of Nothin'/Brother, Can You Spare a Dime?/Nobody Knows You When You're Down and Out/The Best Things in Life Are Free" - 5:44

## Créditos del álbum
- Publicado en octubre de 1965
- Producido por Robert Mersey
- Arreglado y dirigido por Don Costa y Peter Matz
- Fotografía de portada: Roger Prigent

## Lista de ventas
| \| US Billboard Pop Albums Chart (1965) \| \| \| ------------------------------------ \| ------- \| \| Posición más alta \| 2 \| \| Semanas en lista \| 48 \| \| Certificación \| PLATINO \| |         |
| US Billboard Pop Albums Chart (1965) |         |
| Posición más alta | 2       |
| Semanas en lista | 48      |
| Certificación | PLATINO |